# Liste der Kulturdenkmale in Steinbach (Dresden)
Die Liste der Kulturdenkmale in Steinbach umfasst sämtliche Kulturdenkmale der Dresdner Gemarkung Steinbach. Die Straßen und Plätze in der Gemarkung sind in der Liste der Straßen und Plätze in Steinbach (Dresden) aufgeführt.

## Legende
- Bild: Bild des Kulturdenkmals, ggf. zusätzlich mit einem Link zu weiteren Fotos des Kulturdenkmals im Medienarchiv Wikimedia Commons. Wenn man auf das Kamerasymbol klickt, können Fotos zu Kulturdenkmalen aus dieser Liste hochgeladen werden:
- Bezeichnung: Denkmalgeschützte Objekte und ggf. Bauwerksname des Kulturdenkmals
- Lage: Straßenname und Hausnummer oder Flurstücknummer des Kulturdenkmals. Die Grundsortierung der Liste erfolgt nach dieser Adresse. Der Link (Karte) führt zu verschiedenen Kartendiensten mit der Position des Kulturdenkmals. Fehlt dieser Link, wurden die Koordinaten noch nicht eingetragen. Sind diese bekannt, können sie über ein Tool mit einer Kartenansicht einfach nachgetragen werden. In dieser Kartenansicht sind Kulturdenkmale ohne Koordinaten mit einem roten bzw. orangen Marker dargestellt und können durch Verschieben auf die richtige Position in der Karte mit Koordinaten versehen werden. Kulturdenkmale ohne Bild sind an einem blauen bzw. roten Marker erkennbar.
- Datierung: Baubeginn, Fertigstellung, Datum der Erstnennung oder grobe zeitliche Einordnung entsprechend des Eintrags in der sächsischen Denkmaldatenbank
- Beschreibung: Kurzcharakteristik des Kulturdenkmals entsprechend des Eintrags in der sächsischen Denkmaldatenbank, ggf. ergänzt durch die dort nur selten veröffentlichten Erfassungstexte oder zusätzliche Informationen
- ID: Vom Landesamt für Denkmalpflege Sachsen vergebene, das Kulturdenkmal eindeutig identifizierende Objekt-Nummer. Der Link führt zum PDF-Denkmaldokument des Landesamtes für Denkmalpflege Sachsen. Bei ehemaligen Kulturdenkmalen können die Objektnummern unbekannt sein und deshalb fehlen bzw. die Links von aus der Datenbank entfernten Objektnummern ins Leere führen. Ein ggf. vorhandenes Icon  führt zu den Angaben des Kulturdenkmals bei Wikidata.

## Liste der Kulturdenkmale in Steinbach
| Bild           | Bezeichnung                                                                                    | Lage                               | Datierung                                      | Beschreibung | ID       |
| -------------- | ---------------------------------------------------------------------------------------------- | ---------------------------------- | ---------------------------------------------- | --- | -------- |
| Weitere Bilder | Schulzenmühle                                                                                  | Am Mühlberg 2 (Karte)              | Mitte 19. Jh., Kern älter (Mühle)              | Wohnhaus, Scheune, Seitengebäude und Hofeinfahrt eines ehemaligen Mühlengehöfts; seit der 2. Hälfte des 19. Jahrhunderts im Besitz der Familie Schulze und als Ausflugsgaststätte betrieben, Scheune mit den ortstypischen ziegelversetzten Rundbogenöffnung, als charakteristische ländliche Gebäude ihrer Zeit baugeschichtlich bedeutend, als einstige Mühle des Ortes und traditionsreiches Gaststätte auch ortsgeschichtlich von Belang | 09283225 |
|                | Wegesäule                                                                                      | Steinbacher Grundstraße (Karte)    | 2. Hälfte 19. Jh. (Wegestein)                  | Sandstein, mit Inschriften und Richtungspfeilen, ortsgeschichtlich und verkehrsgeschichtlich bedeutend | 09283154 |
|                | Wohnstallhaus und Scheune eines Vierseithofes                                                  | Steinbacher Grundstraße 4 (Karte)  | bez. 1806 (Wohnstallhaus); bez. 1897 (Scheune) | Wohnstallhaus mit verputztem Fachwerkobergeschoss, als Zeugnis ländlicher Architektur und Volksbauweise baugeschichtlich von Bedeutung | 09283140 |
|                | Wohnstallhaus, nördliches Seitengebäude, Scheune, Einfriedung und Torbogen eines Vierseithofes | Steinbacher Grundstraße 14 (Karte) | bez. 1806 (Wohnstallhaus); bez. 1823 (Tor)     | Wohnstallhaus massiver Putzbau mit Krüppelwalmdach, hofseitiger Heiste und straßenseitigem Anbau mit historisierendem Giebel, nördliches Seitengebäude mit Fachwerk im Obergeschoss, Datierung im Bogen der Hofeinfahrt, als charakteristische ländliche Gebäude ihrer Zeit baugeschichtlich bedeutend | 09283141 |
|                | Wohnstallhaus, Seitengebäude, Scheune und Torbogen eines Vierseithofes                         | Steinbacher Grundstraße 16 (Karte) | bez. 1828 (Wohnstallhaus); bez. 1882 (Scheune) | Wohnstallhaus und Seitengebäude mit Fachwerkobergeschoss und Krüppelwalmdach, feldseitiger Torbogen erhalten, als charakteristische ländliche Gebäude ihrer Zeit baugeschichtlich bedeutend | 09283142 |
|                | Scheune eines ehemaligen Vierseithofes                                                         | Steinbacher Grundstraße 18 (Karte) | bez. 1843 (Scheune)                            | Fachwerkbau, Datierung im Sandsteingewände 1843, Gebäude selbst vermutlich älter, als Zeugnis ländlicher Architektur und Volksbauweise baugeschichtlich von Bedeutung | 09283143 |